# Massonia pygmaea
Massonia pygmaea är en sparrisväxtart som beskrevs av Diederich Franz Leonhard von Schlechtendal och Carl Sigismund Kunth. Massonia pygmaea ingår i släktet Massonia och familjen sparrisväxter.

## Underarter
Arten delas in i följande underarter:
- M. p. kamiesbergensis
- M. p. pygmaea